# Regierung Curtin II
Die Regierung Curtin II regierte Australien vom 21. September 1943 bis zum 6. Juli 1945. Es handelte sich um eine Regierung der Labor Party, der alle Minister angehörten.
Die Vorgängerregierung war eine Minderheitsregierung der Labor Party unter Premierminister John Curtin, die nur über 32 der 75 Sitze im Repräsentantenhaus verfügte. Bei der Parlamentswahl am 21. August 1943 erhielt Labor 49,9 % der Stimmen und 49 der 75 Sitze im Repräsentantenhaus sowie 22 der 36 Sitze im Senat. Curtin blieb Premierminister der neuen Laborregierung. Am 5. Juli 1945 starb Curtin, sein Nachfolger wurde für eine Woche Frank Forde, bisher Armeeminister und stellvertretender Premierminister. Labor wählte Ben Chifley zum Vorsitzenden, der dann auch als Premierminister folgte.

## Ministerliste
| Minister                                   | Minister           | Minister                              | Minister |
| Amt                                        | Minister           | Amtszeit                              | Bild     |
| ------------------------------------------ | ------------------ | ------------------------------------- | -------- |
| Premierminister                            | John Curtin        | 21. September 1943 – 5. Juli 1945     |          |
| Verteidigungsminister                      | John Curtin        | 21. September 1943 – 5. Juli 1945     |          |
| Armeeminister                              | Frank Forde        | 21. September 1943 – 6. Juli 1945     |          |
| Schatzminister                             | Ben Chifley        | 21. September 1943 – 6. Juli 1945     |          |
| Minister für Nachkriegs-Wiederaufbau       | Ben Chifley        | 21. September 1943 – 2. Februar 1945  |          |
| Minister für Nachkriegs-Wiederaufbau       | John Dedman        | 2. Februar 1945 – 6. Juli 1945        |          |
| Generalstaatsanwalt                        | Herbert Vere Evatt | 21. September 1943 – 6. Juli 1945     |          |
| Außenminister                              | Herbert Vere Evatt | 21. September 1943 – 6. Juli 1945     |          |
| Minister für Versorgung und Schifffahrt    | Jack Beasley       | 21. September 1943 – 2. Februar 1945  |          |
| Minister für Versorgung und Schifffahrt    | Bill Ashley        | 2. Februar 1945 – 6. Juli 1945        |          |
| Marineminister                             | Norman Makin       | 21. September 1943 – 6. Juli 1945     |          |
| Munitionsminister                          | Norman Makin       | 21. September 1943 – 6. Juli 1945     |          |
| Minister für Handel und Zölle              | Richard Keane      | 21. September 1943 – 6. Juli 1945     |          |
| Minister für Arbeit und Wehrpflicht        | Jack Holloway      | 21. September 1943 – 6. Juli 1945     |          |
| Minister für die Luftwaffe                 | Arthur Drakeford   | 21. September 1943 – 6. Juli 1945     |          |
| Minister für die Luftfahrt                 | Arthur Drakeford   | 21. September 1943 – 6. Juli 1945     |          |
| Minister für Wirtschaft und Landwirtschaft | William Scully     | 21. September 1943 – 6. Juli 1945     |          |
| Generalpostmeister                         | Bill Ashley        | 21. September 1943 – 2. Februar 1945  |          |
| Generalpostmeister                         | Don Cameron        | 2. Februar 1945 – 6. Juli 1945        |          |
| Vizepräsident des Executive Council        | Bill Ashley        | 21. September 1943 – 2. Februar 1945  |          |
| Vizepräsident des Executive Council        | Jack Beasley       | 2. Februar 1945 – 6. Juli 1945        |          |
| Minister für Kriegswirtschaft              | John Dedman        | 21. September 1943 – 6. Juli 1945     |          |
| Forschungsminister                         | John Dedman        | 21. September 1943 – 19. Februar 1945 |          |
| Innenminister                              | Joe Collings       | 21. September 1943 – 6. Juli 1945     |          |
| Verkehrsminister                           | Eddie Ward         | 21. September 1943 – 6. Juli 1945     |          |
| Minister für die Außenterritorien          | Eddie Ward         | 21. September 1943 – 6. Juli 1945     |          |
| Gesundheitsminister                        | James Fraser       | 21. September 1943 – 6. Juli 1945     |          |
| Sozialminister                             | James Fraser       | 21. September 1943 – 6. Juli 1945     |          |
| Minister für Repatriierung                 | Charles Frost      | 21. September 1943 – 6. Juli 1945     |          |
| Minister für Veteranenunterkünfte          | Charles Frost      | 21. September 1943 – 6. Juli 1945     |          |
| Minister für Heimatschutz                  | Bert Lazzarini     | 21. September 1943 – 6. Juli 1945     |          |
| Bauminister                                | Bert Lazzarini     | 2. Februar 1945 – 6. Juli 1945        |          |
| Minister für Flugzeugproduktion            | Don Cameron        | 21. September 1943 – 2. Februar 1945  |          |
| Minister für Flugzeugproduktion            | Norman Makin       | 2. Februar 1945 – 6. Juli 1945        |          |
| Informationsminister                       | Arthur Calwell     | 21. September 1943 – 6. Juli 1945     |          |